# Moulin de Poyaller
 (juillet 2024).
L'article doit être relu — et modifié si nécessaire — par des contributeurs indépendants pour apporter un regard critique aux contributions effectuées en violation des conditions d'utilisation de Wikipédia, tant sur la forme (notamment concernant le style encyclopédique, la proportionnalité) que sur le fond (la neutralité de point de vue, la qualité et l'indépendance des sources).
Le moulin de Poyaller ou moulin de Poyaler est un moulin à eau et parc animalier ouvert au public. Il se situe sur le territoire de la commune de Saint-Aubin, dans le département français des Landes.
D'une surface de 13 hectares, le parc animalier est créé en 1993 par Martine et Jean-Claude Birembaut et accueille environ 12 000 visiteurs par an en 2020.